# Face A / Face B
Face A / Face B és una pel·lícula artística feta per Rabih Mroué el 1973 i que actualment forma part de la col·lecció permanent del MACBA.

## Descripció
Face A / Face B és un viatge autobiogràfic que va de la infantesa de l'autor al present en el context de la guerra civil libanesa. El vídeo inclou fotografies, veu, melodies i dades històriques en un relat que explora aspectes com la naturalesa del record, la veu humana i la identitat. A través d'una cinta de casset que ell i el seu germà van enregistrar per enviar a un tercer germà que vivia a Rússia, l'obra es pregunta pel significat del passat i mostra que la història col·lectiva i la personal són indestriables.
El vídeo (en àrab i subtitulat en anglès) incorpora una cançó que l'artista i el seu germà van enregistrar; també comprèn el testimoni de la mare i la germana, en una polifonia familiar adreçada al germà absent. En paral·lel a les veus, es projecten fotografies antigues dels protagonistes i també dels efectes de la guerra a la casa d'infància. Memòria privada i col·lectiva es confonen en un conjunt de veus que suma record personal, crítica política i reflexió filosòfica.